# Porphyrinia intensa
Porphyrinia intensa là một loài bướm đêm trong họ Noctuidae.